# Zacharie Zakarian
Zacharie Zakarian, ou Zacharian, né Zakar Zakarian en août 1849 à Constantinople (Empire ottoman) et mort le 7 août 1923 à Saint-Léger-de-Montbrun est un peintre ottoman d'ethnie arménienne naturalisé français.

## Biographie
Né à Constantinople en août 1849 dans l'Empire ottoman, Zakar Zakarian est issu de la communauté arménienne. En 1867, il s'installe à Paris pour y étudier la médecine. Il termine sa préparation au collège Sainte-Barbe, puis intègre les hôpitaux en tant qu'interne durant une année.
Dans les années 1870, attiré par le dessin, il suit les cours du peintre Ferdinand Humbert et décide d'embrasser la carrière artistique. Ses premières compositions, des natures mortes, qu'il signe d'abord « Zacharian », sont exposées au Cercle Volney puis au Salon de 1879 ; il est ensuite présent au Salon des artistes français de 1882 à 1887. Il entre à la Société nationale des beaux-arts et expose à leur Salon de 1890 à 1909. Ses toiles sont appréciées par la critique qui compare son style à Chardin.
Vers 1885, Edgar Degas, qui était son ami, peint son portrait.
Naturalisé français, il est nommé chevalier de la Légion d'honneur en 1889 et reçoit la médaille d'or durant l'Exposition universelle à Paris la même année.
Vers la fin des années 1900, il participe aux expositions de groupe de la Société de peintres et de sculpteurs dirigée par Auguste Rodin.
Zakarian meurt le 7 août 1923 à Saint-Léger-de-Montbrun.

## Œuvres dans les collections publiques
Arménie

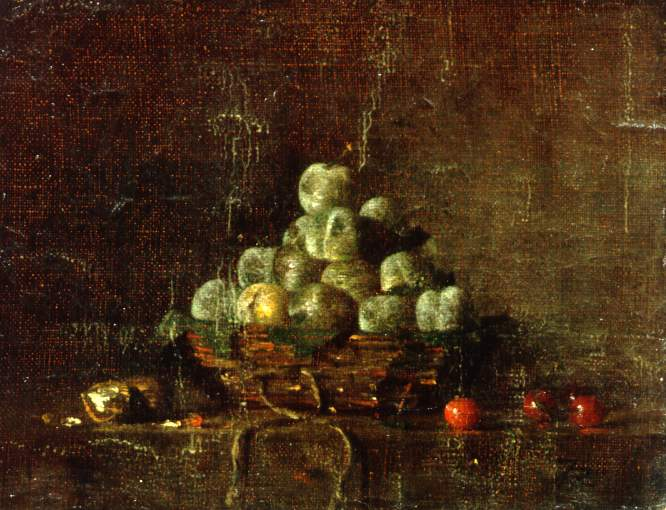
Nature morte. Prunes, vers 1900, huile sur toile, Erevan, Galerie nationale d'Arménie.

- Erevan, Galerie nationale d'Arménie : Nature morte. Prunes, vers 1900, huile sur toile.

France
- Dijon, musée Magnin : Figues, noix, raisins et verre d'eau, vers 1888, huile sur toile[9].
- Paris, musée d'Orsay :
  - Verre d'eau et figues, vers 1888, huile sur toile[10] ;
  - Tranches de melon d'Espagne, vers 1907, huile sur toile[11] ;
  - Instruments de musique, avant 1913, huile sur toile[12].
- Châteauroux, musée Bertrand : Melons, huile sur toile.